# Меморіальний музей С. І. Олійника
Меморіальний музей С. І. Олійника — філія Одеського Літературного музею українського письменника, поета-гумориста, сатирика, публіциста Степана Івановича Олійника. Адреса: вул. Леніна, 104, с. Левадівка, Миколаївський район, Одеська область.

## Історія
3 квітня 1983 року був відкритий меморіальний музей Степана Олійника. Він знаходиться на території школи, яка має ім’я письменника. Спочатку функціонував як шкільний музей, а з 1999 року став філією Одеського Літературного музею. Експозиція музею розміщується в трьох залах будинку, який деякий час був земським народним училищем. Саме тут юні жителі Левадівки здобували освіту.
Завдяки науковим співробітникам музею, родині поета зібрані матеріали про різні періоди життя Степана Олійника, його земляків з Левадівки, про його дружбу і співавторство з письменниками України, Росії, Білорусі, Латвії, Узбекистану та багатьох інших країн, про його друзів, однокласників, рідних.
За роки існування музей привернув увагу багатьох видатних діячів культури, письменників і політиків. В "Книзі відгуків" залишили свої автографи відомі артисти Є. Моргунов, Г. Віцин, З. Кірієнко, А. Демчук, М. Свидюк, Є. Дудар, А. Сова, письменник, академік Б. Сушинський, художник М. Вилкун, голова Одеської обласної державної адміністрації С. Гриневецький, а також голова Одеської обласної ради В. Новацький.
Музей має популярність у пересічних громадян, левадівців, жителів Миколаївського району, гостей, пропонуючи екскурсії й виставки для відвідувачів практично всіх вікових та соціальних груп.
Музей Степана Олійника виборов статус своєрідного культурного центру, організовуючи музично-літературні вечори, концерти фольклорної музики, презентації книг і періодичних видань, конкурси на краще виконання творів Степана Олійника, вікторини, зустрічі з письменниками України, уроки літератури рідного краю.
Меморіальний музей бере активну участь в організації та проведенні Олійниківських читань, які проходять кожний рік в рамках Міжрегіонального літературно-мистецького фестивалю «Степанова весна». 

## Опис
При музеї створена школа юних екскурсоводів, яка працює багато років. А також тут діє гурток "Літературне краєзнавство». Також бере шефство над музеєм-садибою родини Степана Олійника для збереження історії побуту Левадівського краю та його культурних надбань. Музей співпрацює з Миколаївським районним історико-краєзнавчим музеєм. Налагоджено зв'язки з кімнатою – світлицею С. Олійника в селі Пасицелах Балтського району, де народився поет-сатирик.
Музей Степана Івановича Олійника — центр вивчення не тільки спадщини Степана Олійника, а й культури, історії, літератури рідного краю.
Музей розташований у приміщенні, в якому раніше розташовувалося жіноче народне училище. В музеї три зали, які розповідають про життя та творчість Степана Олійника в поєднанні з історією села Левадівка. В експозиції використані особисті речі, рукописи С. Олійника, фотографії з сімейного архіву, передані дочкою письменника.
У комплекс меморіального музею входить садиба — батьківська хата Степана Олійника. Садиба сім’ї Олійників — типовий сільський будинок 20-х років XX століття, з садом і родовою криницею.
Музей оновлений до 100-річчя від дня народження письменника, групою співробітників ОЛМ під керівництвом Л. А. Мельниченко проведена реекспозиція.
Проводяться виставки та екскурсії. 